# تجوية محسنة
التجوية المحسَّنة (ملاحظة 1) هي مجموعة من الطرق والأسالبيب المعتمدة على هندسة المناخ جيولوجياً عن طريق نثر مساحيق من معادن مختلفة مثل معادن السيليكات من أجل التقليل من تركيز غاز ثنائي أكسيد الكربون في الغلاف الجوي للأرض. إذ تساعد العمليات الحيوية في التربة على تنشيط عملية انحلال معادن السيليكات، وهي عملية تستهلك كميات معتبرة من غاز CO2.
من جهة أخرى يرى البعض أن هطول الأمطار قد يقلل من كفاءة هذا الأسلوب.